# 傑亞拉氏紋胸鮡
傑亞拉氏紋胸鮡，為輻鰭魚綱鯰形目鮡科的其中一種，為熱帶淡水魚類，分布於亞洲印度Kaladan河流域，體長可達10.4公分，棲息在底層水域，生活習性不明。

## 扩展阅读
維基物種上的相關：傑亞拉氏紋胸鮡